# Beaurieux (Aisne)
Beaurieux é uma comuna francesa na região administrativa de Altos da França, no departamento de Aisne. Estende-se por uma área de 9,69 km². Em 2010 a comuna tinha 861 habitantes (densidade: 88,9 hab./km²).